# Partit dels Treballadors de Burundi
El Partit dels Treballadors de Burundi o UBU (Francès: Parti des travailleurs du Burundi; Kirundi: Umugambwe wa'Bakozi Uburundi) va ser un partit polític marxista clandestí de Burundi. El seu electorat primari era la gran població de refugiats Burundesos situada al límit de Ruanda. Fundat l'agost del 1979, un dels seus líders prominents va ser l'intel·lectual d'ètnia Hutu Melchior Ndadaye, qui va esdevenir el primer president escollit democràticament de Burundi el 1993.
Quan l'UBU es va dissoldre, seguidors de Ndadaye es van reagrupar en el Front per la Democràcia a Burundi (FRODÉBU).